# Samsung Galaxy J3 (2018)
Il Samsung Galaxy J3 (2018) è uno smartphone Android single SIM di fascia bassa prodotto da Samsung, facente parte della serie Galaxy J.
In base al brand con cui è commercializzato, il dispositivo ha assunto diverse denominazioni: Galaxy J3 Star (T-Mobile); Galaxy Amp Prime 3 (Cricket); Galaxy J3 V 2018 (Verizon); Galaxy J3 Aura (US Cellular).

## Caratteristiche tecniche

### Hardware
Il Galaxy J3 (2018) è uno smartphone con form factor di tipo slate, misura 142.7 x 70.1 x 8.9 millimetri e pesa 152 grammi.
Il dispositivo è dotato di connettività GSM, HSPA, LTE, di Wi-Fi 802.11 b/g/n con supporto a Wi-Fi Direct e hotspot, di Bluetooth 4.2 con A2DP ed LE, di A-GPS e di radio FM. Ha una porta microUSB 2.0 ed un ingresso per jack audio da 3.5 mm.
Il Galaxy J3 (2018) è dotato di schermo touchscreen capacitivo da 5 pollici di diagonale, di tipo IPS LCD con aspect ratio 16:9 e risoluzione HD 720 x 1280 pixel (densità di 294 pixel per pollice). La scocca è in plastica. La batteria agli ioni di litio da 2600 mAh è removibile dall'utente.
Il chipset è un Exynos 7570 Quad, con CPU quad-core formata da 4 Cortex-A53 a 1.4 GHz e GPU Mali-T720. La memoria interna, di tipo eMMC 5.0, è da 16 GB, mentre la RAM è di 2 GB.
La fotocamera posteriore ha un sensore da 8 megapixel, dotato di autofocus, HDR e flash LED, in grado di registrare al massimo video Full HD a 30 fotogrammi al secondo, mentre la fotocamera anteriore è da 5 megapixel.

### Software
Il sistema operativo è Android, in versione 8.0 Oreo, aggiornabile ufficialmente a 9.0 Pie nella versione Verizon.
Ha l'interfaccia utente Samsung Experience, che, con l'aggiornamento a Pie, diventa One UI.